# وداکلیدین
وداکلیدین (انگلیسی: Vedaclidine) (INN,: 180 با نام رمز LY-297,802, NNC 11-1053) یک داروی ضددرد تجربی است که به عنوان یک آگونیست-آنتاگونیست ترکیبی برای گیرنده‌های استیل‌کولین موسکارینی و در عین حال گیرنده‌های M استیل کولین و در عین حال منتخب گیرنده‌های M استیل کولین عمل می‌کند. در زیرگروه‌های M2، M3 و M5. این دارو از راه خوراکی فعال است و یک مسکن مؤثر بیش از ۳ برابر بیشتر از مورفین است، با عوارض جانبی مانند ترشح بزاق و لرزش فقط در چند برابر دوز مؤثر ضد درد رخ می‌دهد. کارآزمایی‌های انسانی پتانسیل کمی برای ایجاد وابستگی یا سوء استفاده نشان دادند، و پژوهش‌ها برای کاربرد بالینی احتمالی در درمان درد نوروپاتیک و تسکین درد سرطان ادامه دارد.